# 馬克士威 (單位)
（缩写Mx），厘米-克-秒制的磁通量单位。
此名称用以纪念蘇格蘭物理學家詹姆斯·克拉克·馬克士威。

## 起源
1900年，馬克士威在巴黎舉辦的International Electrical Congress（此非IEC）被建議作為CGS制中磁通量之單位。
1930年，International Electrotechnical Commission(IEC)在挪威首都奧斯陸舉行，認可馬克士威作為磁通量單位。

## 定義
1馬克士威 = 1高斯 × 公分2 = 10−8 韦伯
其中，馬克士威(Mx)並不屬於國際單位制，而韋伯(Wb)屬於國際單位制。